# Cineast
En cineast är en person som är mycket intresserad av film och filmrelaterade ämnen.
Begreppet blev myntat 1962, av franska cinéaste "filmskapare, filmälskare". Ordet är en sammanslagning av cinéma "bio(graf)" och enthousiaste "entusiast".